# Tito Veturio Calvino
Tito Veturio Calvino (en latín Titus Veturius Calvinus) fue dos veces cónsul de la República Romana, en los años 334 a. C. y 321 a. C.. En su segundo consulado él y su colega Espurio Postumio Albino Caudino comandaban el ejército romano en Caudium contra los samnitas, donde los romanos sufrieron la bien conocida derrota, y debieron pasar bajo el yugo. Los cónsules concluyeron un tratado con los samnitas, pero como este tratado no fue aprobado por los romanos, los cónsules que habían suscrito y varios otros oficiales, fueron entregados a los samnitas.